# Chlorissa exsoluta
Chlorissa exsoluta là một loài bướm đêm trong họ Geometridae.